# Avengers Undercover
Avengers Undercover es una serie de cómics publicada por Marvel Comics. Debutó en marzo de 2014 como parte de la campaña publicitaria Marvel NOW!. Sirve como una secuela de Avengers Arena.

## Historia de Publicación
La serie gira en torno a los supervivientes de Avengers Arena (menos X-23 y Darkhawk) a medida que tratan de infiltrarse en Los maestros del mal. 
La serie comenzó a publicarse en marzo de 2014 y terminó tras diez números en septiembre de 2014. En España se publicó en un tomo recopilatorio en abril de 2015 con el título de "100% Marvel. Vengadores Encubiertos".
El guionista, Hopeless, describió la serie omo: "Los personajes que sobrevivieron Murderworld salieron muy diferente de como entraron. Las cicatrices psicológicas de la "Arena" pesan mucho en todos los niños. Ya no encajan tan bien en sus antiguas vidas. Ellos ya no sienten que pertenecen y todos están en busca de una manera de recuperar lo que han perdido. Todo esto los lleva por el camino de Avengers Undercover ".

## Trama
Han pasado tres meses desde los sucesos de Murderworld de Arcade. Hazmat ha dejado Avengers Academy y se encuentra escondida, haciendo frente a trastorno de estrés postraumático del tiempo que paso en Murderworld, Chase Stein y Nico Minoru se han convertido en enemigos, Nico ha dejado a los Runaways, condenando a Chase por ir ante los medios, que se han obsesionado con la eventos de Avengers Arena, siendo seguido por Arcade liberando el material de la carnicería en línea.  Death Locket está una vez más como prisionera de SHIELD, es capaz de escapar a través de la ayuda de un agente simpático que también la está ayudando a hacer frente a la constante evolución de sus implantes cibernéticos. Cammi está de vuelta en Alaska, habiendo descubierto que su madre había sobrevivido a un atentado contra su vida por los enemigos del espacio de Cammi y luchando con su propia TEPT asistiendo a las reuniones de AA con su mamá. Cammi se reúne con Hazmat, Chase Stein, Nico Minoru, y Death Locket después Anachronism los convoca a Inglaterra. Cullen Bloodstone había abandonado la Braddock Academy y se volvió obsesionado con matar a Arcade, como resultado, siguiéndolo hasta Bagalia. Anachronism entonces revela que Cullen ha formado una alianza con Masters of Evil que controlan el país. Barón Helmut Zemo lidera los amos del mal tras la muerte de Max Fury y es asistido por Madame Masque (que trabaja como la mano derecha de Barón Helmut Zemo) y Constrictor (que trabaja como guardaespaldas de Barón Helmut Zemo). Barón Helmut Zemo también ha aceptado a Daimon Hellstrom en su círculo de Masters of Evil.
Los héroes se tele transportan a Bagalia disfrazados y localizar Cullen en Hole (una bar de Bagalian que es propiedad de Arcade). Después de una pelea con los villanos que allí se encontraban, Cullen revela que él se ha convertido en un miembro de Masters of Evil siendo sido aceptado por ellos (aunque se da a entender que Daimon Hellstrom está manipulando Cullen a través de su magia negra). Constrictor y Madame Masque hacen arreglos para que Cullen teletransporte al grupo a una fiesta elegante cerca del Massacrer Casino organizada por Arcade para que puedan vengarse de él de una vez por todas.
Baron Zemo, Madame Masque, Constrictor y Daimon Hellstrom ven como los héroes tratan de evitar ser asesinados debido a que Arcade ha organizado la fiesta en Massacrer Casino como el campo de pruebas para la nueva versión de "Murderworld": Fiestas de lujo en el Casino, donde los ricos y poderosos puede tratar de matarse unos a otros para demostrar su supremacía. Hazmat se reduce a un estado catatónico mientras los héroes desactivar la fuente de poder de Arcade, mientras Arcade ataca a los héroes este menciona, que los acontecimientos de Avengers Arena serán su obra maestra que nunca podrá superar. Después de burlarse de los héroes por ser incapaz de matarlo, Hazmat despierta e incinera al villano. Baron Zemo, Madame Masque, Constructor, y Daimon Hellstrom comienzan trazando su próximo movimiento con respecto a los héroes.
En Massacrer Casino, Cammi se da cuenta Deathlocket nunca desactivo las cámaras. Tratan de huir evadiendo a los otros huéspedes, pero S.H.I.E.L.D. ya ha llegado en un S.H.I.E.L.D. Helicarrier Circe. Gracias a sus necromatas que deshacían los hechizos de Nico, el grupo es tomado preso por agentes de SHIELD y encarcelados rápidamente. En el centro de detención de S.H.I.E.L.D., Karolina Dean, Molly Hayes, Finesse, Striker, Elsa Bloodstone, y varios padres sin nombre vienen a visitar el grupo. Después que Cammi tiene un momento muy emotivo con su madre, Daimon Hellstrom teletransporta al grupo de nuevo a Bagalia donde Baron Zemo ofrece al grupo la oportunidad de unirse a Masters of Evil.
Barón Zemo ordena a Constrictor, Daimon Hellstrom, y Madame Masque tomar una parte de los sobrevivientes de Murderworld y llevarlos a Bagalia City. Daimon Hellstrom toma Nico Minoru y Cullen Bloodstone a Hell Town, un barrio de cuatro bloques que contiene todos los Maestros de la magia del mal. En Hell Town, Daimon Hellstrom los lleva a Hellstrom Manor donde Bloodstone muestra a Nico la jaula que Hellstrom creado para el demonio en él. En el interior de esta él puede aprender a controlar y utilizar su forma Glartrox sin temor a que se salga de control. Daimon Hellstrom cita "Pero si quieres saber por qué ese chico ahí arriba quemándose en el fuego del infierno parece feliz mientras está claramente infeliz, es simple. Cullen dejó de fingir que él no es un monstruo." También se demostró que Hellstrom ha resucitado Alex Wilder. Constrictor toma a Chase Stein y Death Locket donde les muestra la libertad de la forma de vida de un supervillano. Mientras Chase, un atleta natural, juega al baloncesto con el músculo de los Maestros, Death Locket está recibiendo la verdad sobre cómo funciona esta parte del grupo.  Madame Masque conduce a Anachronism, Cammi, y Hazmat a la azotea de un edificio desconocido donde tienen una breve conversación. Cuando Madame Masque se retira, Anachronism, Cammi, y Hazmat discuten sus opciones. Si se van, se van a la cárcel por matar a Arcade. Si se quedan, se convierten en villanos. Hazmat piensa que podrían convertirse en súper héroes de nuevo si toman los Maestros hacia abajo desde el interior. De vuelta en Hell Town, Nico se ventila luchando demonios en Mephisticuffs y pierde en una gran forma. Ella regresa en sí misma después de dividir un demonio por la mitad. Ella se marcha angustiada y Daimon Hellstrom viene a hablar con ella. Él ofrece un hombro para llorar y ella dice que él es un poco de "ardiente y pentagrammy." Su oferta no era para él, sino para alguien de su pasado. El grupo (con excepción de la Death Locket y Bloodstone) se junta y en su mayoría está de acuerdo en unirse con el propósito de derrocar a Masters of Evil. La única excepción es Cammi. Cuando el barón Zemo se entera de que ella es la única que no se une, él dice que respetarán su decisión. Cammi vuela lejos solo para ser capturado por Constrictor y brutalmente se estrellada contra una pared de roca. El sangrado y la semi-consciente del ataque sorpresa, Cammi se encuentra bajo Constrictor mientras él dice "El hombre te dio a elegir. Elegiste mal".
Chase Stein y Death Locket están entrenando con Excavator hasta que Constrictor reúne los Jóvenes Maestros para una misión. Constrictor envía a Chase Stein, Death Locket, y los Jóvenes Maestros a A.I.M. Island. Durante la lucha, que es una escaramuza contra A.I.M., se revela que Death Locket ha desarrollado un enamoramiento con Excavator y se avienta de paracaídas hacia la isla. Inmediatamente, ella se siente abrumado por la lucha contra las tropas de A.I.M. y luego empieza a disparar. Antes de que los jóvenes Maestros puedan lograr su objetivo, un misil les impide la entrada al llegar el Capitán América. Cuando Death Locket trata de tomar un tiro desde lejos, Chase Stein intenta hacerle entrar en razón, mientras que la hace "elegir por quién está luchando.". Excavator regresa y se mete en una pelea con Chase. Death Locket trata de conseguir que dejen de pelear para finalmente disparar con su brazo cañón y derribar a Chase de un solo disparo.

## Personajes
| Personajes      | Nombre real       | Grupo al que pertenecía |
| --------------- | ----------------- | ----------------------- |
| Anachronism     | Aiden             | Braddock Academy        |
| Bloodstone      | Cullen Bloodstone | Braddock Academy        |
| Cammi           | Camille Benally   | The United Front        |
| Death Locket    | Rebecca Ryker     |                         |
| Hazmat (Tóxica) | Jennifer Takeda   | Avengers Academy        |
| Chase           | Chase Stein       | Runaways                |
| Nico            | Nico Minoru       | Runaways                |

## Ediciones
| Título                                  | Recapitulación            | Páginas | Fecha de publicación    | ISBN       |
| --------------------------------------- | ------------------------- | ------- | ----------------------- | ---------- |
| Avengers Undercover Vol. 1 Decent       | Avengers Undercover #1-6  | 112     | 9 de septiembre de 2014 | 0785189408 |
| Avengers Undercover Vol. 2 Going Native | Avengers Undercover #6-10 | 112     | 12 de noviembre de 2014 | 0785189409 |